# Överhörnäs
Överhörnäs – miejscowość (tätort) w Szwecji w gminie Örnsköldsvik w regionie Västernorrland. Około 602 mieszkańców.